# Eder Baù
Eder Baù (Asiago, 16 agosto 1982) è un calciatore italiano, di ruolo centrocampista.

## Carriera
Dopo gli esordi nella squadra della sua città natale, a 14 anni passa nelle giovanili del Bassano, società gemellata con il Milan. Notato dagli osservatori del club, si trasferisce in Lombardia e milita per un anno negli Allievi Nazionali e due nella Primavera rossonera. Nel 2001 si trasferisce in prestito alla Triestina, in serie C1, con cui conquista la promozione in Serie B. Dopo la promozione, i giuliani ne acquisiscono la comproprietà: definiranno successivamente l'acquisto a titolo definitivo dai rossoneri.
Resta a Trieste fino al gennaio del 2006, lasciando la squadra dopo 119 presenze e tredici gol complessivi. Nella sessione invernale del calciomercato passa, quindi, in prestito con un accordo per la cessione in compartecipazione al Pescara, ancora in Serie B, con cui disputa 14 partite.
Nell'estate del 2007, la Triestina cede la propria metà del cartellino allo Spezia. Dopo appena 11 partite in Liguria, però, Baù si trasferisce in prestito al Crotone, collezionando 2 gol in 15 apparizioni.
Al termine della stagione, a seguito della retrocessione del Pescara, lo Spezia ne riscatta il cartellino ma, dopo essere sceso in campo una sola volta con la maglia dei liguri, passa in comproprietà al Padova in Serie C1, in cambio del centrocampista Mattia Biso. Nella stagione 2007/08 disputa 28 partite e realizza 8 reti con la maglia biancoscudata, convincendo i veneti a riscattarlo. 
Nella stagione 2008/2009 conquista la promozione in serie B, vincendo i playoff, con il Padova. Il 17 settembre, tuttavia risolve consensualmente il contratto col club. Ad ottobre approda alla Pro Patria, poi al Trento in Serie D.
Svincolato, il 22 settembre 2011 accetta l'offerta del Sarcedo, società che milita in Promozione. Il 14 dicembre 2012 lascia la squadra vicentina per approdare all'Abano, in Eccellenza.
A luglio del 2013 passa all'Union Quinto, militante nella stessa categoria.
Nell'estate successiva si trasferisce al Campigo, nuovamente in Promozione, in cui giocherà appena sei mesi. A dicembre passa infatti allo Stoccareddo, suo paese di residenza, scendendo in Seconda Categoria.
Durante l'estate del 2018 firma un accordo con l'Union LC, squadra di Lusiana Conco, con la quale vince i playoff promozione in Terza categoria. L'ultima esperienza è allo Zanè, società cui si lega nel luglio 2021.

## Palmarès

### Club

#### Competizioni giovanili
- Torneo di Viareggio: 2

Milan: 1999, 2001